# Белзская городская община

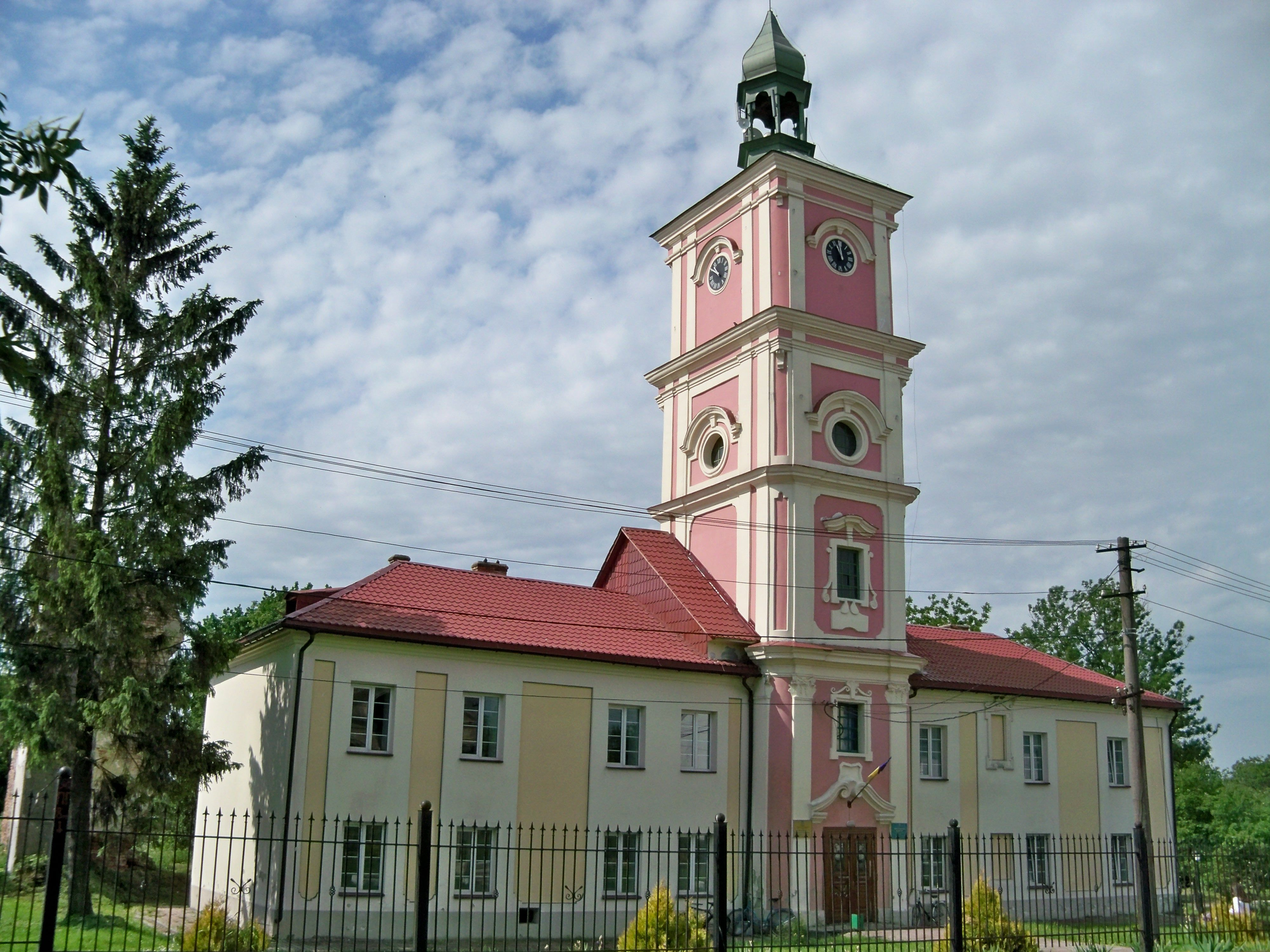
бывшее здание городского магистрата города Белза

Белзская городская общи́на (укр. Белзька міська громада) — территориальная община в Шептицком районе Львовской области Украины.
Административный центр — город Белз.
Население составляет 14 827 человек. Площадь — 461,5 км².

## Населённые пункты
В состав общины входит 2 города (Белз и Угнев) и 22 села:
- Ванов
- Вербовое
- Воронов
- Глухов
- Диброва
- Домашев
- Жужеляны
- Заболотье
- Заставное
- Каров
- Корчев
- Михайловка
- Мурованое
- Низы
- Островок
- Перемысловичи
- Поддубное
- Себечов
- Стаевка
- Тяглов
- Хлевчаны
- Цеблов